# Вилдсхут, Яник
Яник Вилдсхут (нидерл. Yanic Wildschut, нидерландское произношение: [ˈjaːnɪk ˈʋɪltsxʏt]; род. 1 ноября 1991, Амстердам) — суринамский и нидерландский футболист, крайний нападающий клуба «Эксетер Сити» и сборной Суринама.

## Клубная карьера
Яник Вилдсхут — воспитанник знаменитой футбольной школы амстердамского «Аякса». Не сумев пробиться в первую команду, в 2010 году он перебрался в клуб Первого дивизиона «Зволле». Дебют полузащитника в лиге состоялся 23 августа 2010 года в матче против «МВВ Мастрихт» (0:0). По итогам сезона Яник записал на свой счёт 3 гола и 3 результативных передачи, а «Зволле» дошёл до финала плей-офф, где уступил ВВВ-Венло.
29 июня 2011 года Вилдсхут подписал 3-летний контракт со своими недавними соперниками — новичком Эредивизи ВВВ-Венло. В свой первый сезон на высшем уровне Яник стал одним из лидеров команды, отметившись 7 мячами и 8 голевыми передачами. После вылета команды из высшей лиги по итогам сезона 2012/13 полузащитник захотел покинуть «Венло».
24 июня 2013 года Вилдсхут подписал 3-летний контракт с «Херенвеном». Дебютировал 3 августа в победной игре против «АЗ Алкмар» (4:2). Не сумев закрепиться в основном составе, 31 января 2014 года для получения игровой практики полузащитник был отдан в аренду клубу «АДО Ден Хааг», но из-за ряда травм провел там лишь 7 матчей.
1 сентября 2014 года Вилдсхут подписал контракт по схеме 2+1 с клубом английского Чемпионшипа «Мидлсбро». Дебютировал 23 сентября в матче Кубка Лиги против «Ливерпуля» (2:2). 1 ноября в игре с «Ротерем Юнайтед» открыл счёт своим голам в составе «Боро».

## Международная карьера
Вилдсхут вызывался в молодёжную сборную Нидерландов, проведя первый матч 25 мая 2012 года против сборной Украины (0:0).
Вилдсхут имеет суринамское происхождение. Он дебютировал за сборную Суринама в товарищеском мачте против сборной Тайланада 27 марта 2022 года.

## Достижения
«Уиган Атлетик»
- Победитель Лиги Один (1): 2015/2016